# Сотровимаб
Сотровимаб (торговая марка Xevudy, Ксевуди) — экспериментальное человеческое вирусонейтрализующее моноклональное антитело двойного действия, активное против вируса SARS-CoV-2, вызывающего COVID-19. Препарат разрабатывается компаниями GlaxoSmithKline и Vir Biotechnology, Inc. Механизм действия сотровимаба заключается в прикреплении к белку-шипу SARS-CoV-2 и предотвращении соединения шипа с клеткой.

## Разработка и механизм действия
Сотровимаб (на тот момент известный как VIR-7831) был получен из родительского антитела (S309), впервые выделенного в 2003 году из В-клеток памяти, взятых у человека, вылечившегося от тяжелого острого респираторного синдрома (SARS). Родительское антитело S309 было нацелено на гликопротеин шипа (S-белок), который используется вирусом SARS-Cov-2 для проникновения в клетки, и является основной мишенью для нейтрализующих антител. С помощью электронной микроскопии и анализов связывания было показано, что S309 распознает эпитоп, содержащий гликан N343, являющийся высококонсервативным в пределах подрода Sarbecovirus в области, которая не конкурирует со связыванием ангиотензин-превращающего фермента 2 (ACE2). Этот эпитоп не изменяется с мутациями, наблюдаемыми в текущих вызывающих озабоченность вариантах SARS-Cov-2; в препринте было показано, что сотровимаб связывается in vitro с вариантами SARS-CoV-2, включая бета-вариант, впервые идентифицированный в Южной Америке, известный как B.1.351 или 501Y.V2.
В сотровимаб была внесена мутация Fc LS (M428L/N434S), обеспечивающая повышенное связывание с неонатальным рецептором Fc, что приводит к увеличению периода полувыведения препарата и потенциально улучшает его распространение в легких.
Сотровимаб продемонстрировал активность in vitro через два противовирусных механизма: антителозависимую клеточную цитотоксичность (ADCC) и антителозависимый клеточный фагоцитоз (ADCP).

## Клинические испытания
Сотровимаб проходит следующие клинические испытания: «COMET-ICE» NCT04545060, «COMET-PEAK» NCT04779879, «ACTIV-3-TICO» NCT04501978 и «BLAZE-4» NCT04634409.
Основное исследование COMET-ICE — рандомизированное двойное слепое плацебо-контролируемое исследование для оценки безопасности и эффективности сотровимаба у взрослых с подтвержденным COVID-19 (легкое, раннее заболевание с симптомами менее 5 дней) из группы риска. Оценивается риск прогрессирования заболевания.
Запланированный промежуточный анализ этого исследования показал, что сотровимаб снижает риск длительной госпитализации (на срок более 24 часов) или смерти на 85 % по сравнению с плацебо. В целом 1 % пациентов, получавших сотровимаб, умерли или нуждались в госпитализации на срок более 24 часов по сравнению с 7 % пациентов, получавших плацебо.

## Регистрация и применение
21 мая 2021 года Комитет по лекарственным средствам человека (CHMP) Европейского агентства по лекарственным средствам (EMA) завершил обзор использования сотровимаба для лечения COVID-19. В нем сделан вывод о том, что сотровимаб может использоваться для лечения подтвержденного COVID-19 у взрослых и подростков (в возрасте от 12 лет и старше и с массой тела не менее 40 кг), которым не требуется дополнительный кислород и которые подвержены риску прогрессирования в тяжелую форму COVID-19. Текущий обзор сотровимаба будет продолжен, и после его завершения результаты станут основой для заявки на регистрацию в ЕС этого лекарства.
26 мая 2021 года Управление по санитарному надзору за качеством пищевых продуктов и медикаментов США (FDA) выдало разрешение на экстренное использование (EUA) сотровимаба для лечения COVID-19 легкой и средней степени тяжести у людей в возрасте от 12 лет и старше с массой тела не менее 40 кг с положительными результатами тестирования на вирус SARS-CoV-2, имеющих высокий риск прогрессирования до тяжелой формы COVID-19, включая госпитализацию или смерть.
В августе 2021 года сотровимаб получил предварительное разрешение на лечение COVID-19 в Австралии.

## Штамм омикрон
По предварительным исследованиям in vitro, сотровимаб потенциально оказывает действие и против штамма омикрон коронавируса SARS-CoV-2, в отличие от многих других препаратов моноклональных антител, потерявших или существенно снизивших свою эффективность.